# Khánh Ly
Khánh Ly (de son vrai nom Nguyễn Thị Lệ Mai (Mai Nguyen aux États-Unis) est une chanteuse vietnamienne née le 6 mars 1945 à Hanoï. Elle a interprété de nombreuses chansons des célèbres compositeurs vietnamiens Trịnh Công Sơn, Phạm Duy, Trầm Tử Thiêng, Vũ Thành An ou Nguyễn Đình Toàn. Si elle et a connu son heure de gloire dans les années 1960 en pleine guerre du Viêt-Nam avec Trịnh Công Sơn, elle est devenue une égérie de la musique contemporaine vietnamienne tant au Viêt Nam que dans la communauté vietnamienne exilée.

## Premiers pas
Khánh Ly est née dans une famille traditionnelle et a grandi à Hanoi. Enfant, elle s'endormait grâce à la voix apaisante de son père. Ses berceuses ont développé en elle un amour pour la musique, qui a augmenté plus fort chaque jour contre la volonté de sa famille. En 1954, à l'âge de neuf, elle s'est essayé à un petit concours de la ville de Hanoï en interprétant la chanson Thơ Ngây [Innocence] du musicien Anh Việt mais elle ne fut pas primée.
En 1956, à l'âge de 11 ans, elle suivit sa mère pour rejoindre le sud du Vietnam et s'installer à Dalat (Đà Lạt). À la fin de cette même année, elle s'inscrivit secrètement à un concours de jeunes talents organisé par la Radio France Asie dans la salle Norodom à Saïgon. Pour se rendre à ce concours, Lệ Mai voyagea en se faufilant à l'arrière d'un camion de transport de plants de maïs et fit de l'auto-stop de Đà Lạt à Saigon. Elle remporta le second prix grâce à son interprétation de la chanson Ngày Trở Về [Le jour du retour] du compositeur Phạm Duy. Le premier prix fut alors remporté par Quốc Thắng qui allait devenir aussi plus tard une figure emblématique du monde de la musique vietnamienne,.

## Carrière musicale

### 1962-1966: les débuts à Dalat
La carrière musicale de Lệ Mai commença officiellement en 1962 lorsqu'elle commença à se produire au Club Anh Vũ sur la rue Bùi Viện à Saigon à l'âge de 17 ans. Elle adopta à ce moment le nom de scène de Khánh Ly, une combinaison de Khánh Kỵ et de Yêu Ly, deux personnages issus du roman fleuve chinois 東周列國志 (en vietnamien Đông Chu Liệt Quốc) qu'elle affectionnait particulièrement. À la fin de 1962, elle retourna à Đà Lạt et y resta pendant plus de quatre années offrant des récitals dans plusieurs clubs et centres de villégiature. Soir après soir, elle chantait pour les amateurs, les touristes et les jeunes vietnamiens. Par une nuit pluvieuse de 1964, elle rencontra Trịnh Công Sơn, un jeune compositeur sans le sou, dans un night-club de Đà Lat. Ils devinrent rapidement amis. Fasciné par sa voix au timbre lumineux, Trịnh Công Sơn lui demanda à plusieurs reprises de l'accompagner dans ses performances à Saigon. Mais, très attachée aux collines romantiques de Đà Lạt, elle refusa à chaque fois,.

### 1967-1975: la diva de Saigon
Lors d'un voyage à Saigon en 1967, elle rencontra par hasard Trịnh Công Sơn dans la rue Lê Thành Tôn, une des rues animées la capitale du Sud. Après plusieurs discussions dans un modeste café dénommé Quán Văn [La paillote des lettres], l'histoire d'une longue amitié entre la jeune chanteuse de Đà Lạt et le compositeur de Saigon débuta. Les années suivantes, Khánh Ly et Trịnh Công Sơn chantèrent ensemble au Quán Văn et dans d'autres cafés, dans les petits clubs et même sur le parvis de l'Université Văn Khoa à Saigon (faculté des arts). Pendant l'escalade de la guerre du Viêt Nam, une guerre non désirée, les paroles anti-guerre des chansons dite à "peau jaune" (ca khúc da vàng) de Trịnh Công Sơn portées par la voix de Khánh Ly sonnaient comme un appel à toute une jeunesse las des batailles et de l'effusion de sang. Leur plaidoyer musical pour la paix leur valut un fulgurant succès.
Du parvis des grandes universités aux lointaines terres agricoles du Sud Viêt Nam, la chanteuse devint très populaire, connue et saluée comme « la princesse aux pieds nus » ou « la diva des champs » caractérisant sa simplicité et son authenticité,. Ensemble, Khánh Ly et Trịnh Công Sơn bouleversent le monde de la musique vietnamienne. Leur renommée phénoménale offrit à Khánh Ly l'opportunité d'être la première chanteuse vietnamienne à monter sa propre affaire. En 1968, elle ouvrit, dans le quartier de Đakao à Saigon, le café-concert Hội Quán Cây Tre [La gargote de bambou], lieu de rassemblement pour les musiciens et les étudiants pour s'y produire et diffuser sa musique. En 1972, elle ouvrit un club à son nom sur la rue Tự Do à Saigon. À la fin des années 1960 au début des années 1970, elle collabora également avec plusieurs sociétés de production et enregistra de nombreuses chansons pour le programme Phạm Mạnh Cương, le centre Trường Sơn, les productions Sơn Ca, Họa Mi, Jo Marcel, etc.
Dans les années 1970, la guerre s'intensifia et se répandit dans tout le Sud et les pays voisins. Trịnh Công Sơn écrivit de plus en plus de « chansons anti-guerre » pour exprimer le désir de paix et de liberté des Vietnamiens ainsi que la profonde déchirure de son pays. La série de cinq bandes « Khánh Ly Hát Cho Quê Hương Việt Nam » [Khánh Ly chante pour le Viêt Nam, terre natale] illustre cette déchirure et reste représentative de cette période,.
Jusqu'à son émigration en 1975, Khánh Ly acquit une certaine célébrité sur le plan international. Elle fut parrainée par le gouvernement vietnamien (Seconde République du Viêt Nam) pour offrir des représentations en Europe dans le but de promouvoir dans le monde entier la génération montante d'étudiants vietnamiens (ce que reflète la célèbre chanson Nối Vòng Tay Lớn [Formons la grande ronde]). À ce titre, elle se rendit en Europe en 1969 et fit des concerts à Paris puis en Suisse, en Belgique et en Allemagne de l'Ouest. Elle effectua aussi des concerts aux États-Unis, au Canada et en particulier au Japon en 1970 à la foire-expo d'Osaka répondant à l'invitation de la compagnie Nippon Columbia, une grande société de production. Là, elle enregistra un album qui fut disque d'or peu de temps après. Ces interprétations des chansons Diễm xưa et Ca Dao Mẹ de Trịnh Công Sơn chantées dans les deux langues sont devenues des grands succès au Japon et le sont restés pendant plusieurs décennies. Khánh Ly fut la première chanteuse vietnamienne à acquérir cette renommée internationale.

### Après la chute de Saigon (1975): la diva des réfugiés vietnamiens
En 1975, Khánh Ly, comme des dizaines de milliers de réfugiés vietnamiens, traversa l'océan Pacifique et s'installa aux États-Unis tandis que Trịnh Công Sơn décida de rester à Saigon. Leur chemin allait se séparer jusqu'au début des années 1990. Comme ses compatriotes exilés, Khánh Ly dut lutter pour trouver des emplois sur le sol américain pour subvenir aux besoins quotidiens de ses quatre enfants. Même si les premières années furent difficiles, le statut reconnu de la chanteuse dans le monde de la musique l'aida à se reconstruire.
À la fin des années 1970 et dans les années 1980, Khánh Ly fut invitée au Japon à plusieurs reprises par la compagnie Nippon Columbia et la NHK, la plus grande station de télévision japonaise. Elle enregistra son deuxième album avec la Nippon Columbia en 1979. Avec 2 millions d'exemplaires furent vendus rien qu'au Japon, celui-ci devint disque d'or rapidement. Son troisième et dernier album avec la Nippon Columbia reçut également beaucoup de succès. La compagnie Toci Film et la plus grande station de télévision japonaise se servirent de sa voix pour illustrer plusieurs films et séries de télévision concernant la culture du Viêt Nam ainsi que des reportages sur le phénomène des « Boat People ». Son enregistrement le plus notable fut Lời Ru Cho Đà Nẵng [Berceuse pour Danang] en 1987, sur une musique de l'artiste japonais Hako accompagnée des paroles du journaliste et écrivain Nguyễn Hoàng Đoan, époux de la chanteuse.
En 1981, sur l'invitation de la Bunka Honso Radio, elle a également été présentée au Festival de musique asiatique (Asia Music Festival) tenu au Japon avec des chanteurs célèbres de la Corée du Sud, de Hong Kong, de la Thaïlande et du Pacifique Sud. Elle fut également invitée par la NBS dans l'émission "Bonjour Tokyo" en compagnie de la chanteuse japonaise Tokiko Kato. Sa renommée au Japon a atteint des sommets en 1996 quand elle fut désignée par la NHK comme l'une des dix personnalités les plus célèbres au monde au même titre que Gandhi, Gucci ou l'épouse de Martin Luther King. La même année, la station de télévision et le célèbre producteur Hideo Kado réalisèrent un documentaire de 50 minutes sur la vie de Khánh Ly, qui fut diffusé le 29 avril 1997. Au mois de septembre de cette année-là, la NKH et Hideo Kado publièrent également une biographie de 270 pages sur la chanteuse intitulée Khanh Ly: Most Famous Singer from Saigon,.
Dans la dernière partie des années 1980 et au début des années 1990, Khánh Ly fit plusieurs voyages en Europe : en Russie, en République tchèque, en Pologne, et se produisit avec la chanteuse Thanh Tuyền dans un concert en Allemagne de l'Est après la chute du Mur de Berlin en 1989.
Fervente catholique, elle a également chanté lors de nombreux événements parrainés par l'église catholique. Le concert le plus mémorable fut donné lors de la canonisation de 117 prêtres vietnamiens au Vatican en 1988 où elle rencontra le Pape Jean-Paul II. En 1993, pendant les Journées mondiales de la jeunesse (JMJ) de Denver au Colorado, Khánh Ly eu l'honneur de rencontrer ce pape une seconde fois. En 1996, en compagnie plusieurs autres chanteurs de renom et de compositeur Trầm Tử Thiêng, elle participa à un concert de charité pour lever des fonds pour construire des abris en faveur de 2000 réfugiés vietnamiens aux Philippines. Deux millions de dollars ont pu être récoltés, assez pour établir un village vietnamien (Làng Viêt Nam) sur une petite île au large de la côte des Philippines avec l'accord du gouvernement de ce pays.
Khánh Ly vit depuis 1975 à Cerritos, en Californie, État où se concentre une importante communauté vietnamienne. Elle poursuit son métier d'artiste en participant aux spectacles musicaux de Thúy Nga - Paris By night, d'Asia ou de Mây Productions. Copropriétaire de sa propre entreprise Khánh Ly Productions, créée en 1985, elle a édité plus de 30 CD, quatre vidéos, et plusieurs DVD. Outre ses spectacles, elle a écrit pour divers hebdomadaires et magazines vietnamiens de la communauté exilée à travers le monde (Hon Việt, Van Nghệ Tự Do, Văn Nghệ Magazine, Thời Báo, Báo Mai...). Khánh Ly consacrent désormais la majorité de son temps à des actions humanitaires en faveur des organisations de bienfaisance pour les orphelins vietnamiens ainsi que pour des réfugiés vietnamiens à travers le monde.
En 2003, elle publia ses mémoires dans le Magazine Văn Nghệ édité en Californie sous le titre Chuyện Kể Sau 40 Năm [Histoire racontée 40 ans après] dans lesquelles elle revient sur des aspects peu connus de sa vie d'artiste.
Le 30 novembre 2012, elle fêta ses cinquante ans de carrière musicale lors d'un concert gratuit livré dédié à la Vierge Marie dans la Crystal Cathedral à Garden Grove en Californie,.

### 2014: concerts au Viêt Nam
En exil depuis 1975, Khánh Ly n'a jamais caché son désir de refaire des concerts dans son pays natal avant de mourir. Le 9 mai 2014, au National Convention Center à Hanoï, elle fit son premier retour sur scène au Viêt Nam depuis 1975. Elle expliqua son choix pour Hanoi en souvenir de ses années de jeunesse, ville où elle est née et a grandi.  au cours duquel elle interpréta de nombreuses chansons célèbres d'avant-guerre et en particulier quelques titres de Trịnh Công Sơn comme Tuổi đá buồn, Mưa hồng, Quỳnh hương, Ru đời đi nhé,. Elle joua de nouveau dans cette salle le 2 août 2014 puis à Đà Nẵng le 8 août,,. Elle fit une apparition remarquée à Saigon le 4 mai 2014 en chantant lors d'une messe.
Elle doit se produire de nouveau au Viêt Nam à Bình Dương le 23 janvier 2015 mais la mort soudaine de son époux en Californie, le 7 janvier, risque de compromettre ce retour très attendue des spectateurs du Sud du pays.
Son incontestable succès n'empêcha pas la presse communiste de l'épingler régulièrement sur son engagement auprès des réfugiés vietnamiens ayant fui le régime.
Tout au long des six dernières décennies au service de la musique, Khánh Ly laisse un héritage conséquent à la prochaine génération de jeunes vietnamiens pour qui elle continue d'écrire et de chanter. Elle a imprimé l'histoire de la musique vietnamienne de sa voix irremplaçable et a ébloui ses spectateurs avec sa personnalité gracieuse, spirituelle et humble.

## Vie privée
La chanteuse Khánh Ly est mère de quatre enfants (deux filles et deux garçons). Elle a eu ses deux premiers enfants avec un certain Minh. Elle eut ensuite un fils avec Mai Bá Trác, un capitaine des Rangers de l'armée de la République du Viêt Nam qu'elle quitta en 1972. Elle se lia avec le lieutenant Đỗ Hữu Tùng qui devait décéder en 1975 à Đà Nẵng quelques jours avant la chute de Saïgon. Le dernier enfant fut conçu avec son dernier époux, le journaliste et écrivain Nguyễn Hoàng Đoan avec qui elle a vécu quarante ans. Ce dernier est décédé d'un cancer du foie à Garden Grove en Californie le 7 janvier 2015 à l'âge de 71 ans,.
En 2015, elle publia à Hanoi une autobiographie intitulée Đằng sau những nụ cười [Derrière les sourires] retraçant sa vie d'artiste.

## Disques, cassettes, CD et DVD de Khánh Ly

### 1962 - 1975 au Việt Nam
De 1967 à 1975 Khánh Ly enregistra de nombreuses chansons éditées sous forme de 45 tours et de cassette audios Akai par les compagnies de disques de l'époque : Việt Nam, Sóng Nhạc, Sơn Ca, Nhạc Ngày Xanh, Shotguns, Phạm Mạnh Cương, Continental, Premier, Thương Ca - Mặc Thế Nhân, Nhã Ca - Anh Việt Thanh, Nhật Trường, Trường Hải, Diễm Ca, Mây Hồng, Jo Marcel, Nguyễn Hữu Thiết, Hoàng Trọng... ainsi que les albums ci-après :
- 1967 - Ghi âm trực tiếp tại Quán Văn. Khánh Ly - Trịnh Công Sơn
- 1969 - Hát cho quê hương Việt Nam 1. Khánh Ly - Trịnh Công Sơn
- 1970?- Nhạc Tuyển 1. Khánh Ly - Trịnh Công Sơn
- 1970 - Hát cho quê hương Việt Nam 2. Khánh Ly - Trịnh Công Sơn
- 1971 - Băng nhạc Tình ca 1. Tiếng hát Khánh Ly, Sĩ Phú, Duy Trác, Thanh Lan
- 1971 - Hát cho quê hương Việt Nam 3. Khánh Ly - Trịnh Công Sơn
- 1971 - Tứ quý. Tiếng hát Lệ Thu, Duy Trác, Khánh Ly, Tuấn Ngọc
- 1973 - Hát cho quê hương Việt Nam 4. Khánh Ly - Trịnh Công Sơn
- 1973 - Như cánh vạc bay. Khánh Ly - Trịnh Công Sơn
- 1974 - Hát cho quê hương Việt Nam 5. Khánh Ly - Trịnh Công Sơn
- 1974 - Sơn Ca 7. Khánh Ly - Trịnh Công Sơn

### Après 1975
- 1976 - Khi tôi về
- 1976 - Như cánh vạc bay. Khánh Ly - Trịnh Công Sơn
- 1976 - Giáng Sinh-Quê hương còn đó nỗi buồn. Khánh Ly, Sĩ Phú, Mai Hương
- 1976 - Hát cho quê hương Việt Nam 6 (tái bản từ băng nhạc Nhạc Tuyển 1). Khánh Ly - Trịnh Công Sơn
- 1977 - Hát cho những người ở lại
- 1977 - Tình ca mùa hạ
- 1979 - Người di tản buồn

#### Décennie 1980
- 1980 - Lời buồn thánh. Khánh Ly - Trịnh Công Sơn
- 1981 - Đừng yêu tôi. Khánh Ly - Vũ Thành An
- 1981 - Giọt lệ cho ngàn sau. Khánh Ly - Từ Công Phụng
- 1981 - Bông hồng cho người ngã ngựa
- 1981 - Tủi nhục ca. Khánh Ly - Hà Thúc Sinh
- 1982 - Tắm mát ngọn sông đào
- 1983 - Ướt mi
- 1983 - Bản tango cuối cùng
- 1984 - Trong tay anh đêm nay, Dạ vũ Valse
- 1984 - Lá đổ muôn chiều (Tà áo xanh). Nhạc tiền chiến Đoàn Chuẩn - Từ Linh
- 1984 - Bài tango cho em
- 1985 - Khối tình Trương Chi. Khánh Ly, Sĩ Phú. Thanh Lan thực hiện
- 1985 - Biển nhớ. Khánh Ly - Trịnh Công Sơn
- 1985 - Bông bưởi chiều xưa. Khánh Ly - Châu Đình An
- 1986 - Hạ trắng. Khánh Ly - Trịnh Công Sơn
- 1986 - Niệm khúc cuối. Tiếng hát Khánh Ly, Elvis Phương
- 1986 - Thương một người. Diễm Xưa phát hành
- 1986 - Tango tango
- 1987 - Tình không biên giới
- 1987 - Ai trở về xứ Việt
- 1987 - Bên ni bên nớ. Khánh Ly - Phạm Duy
- 1987 - Như cánh vạc bay. Khánh Ly, Lệ Thu
- 1987 - Đêm hạ hồng. Tiếng hát Khánh Ly, Lệ Thu, Thanh Phong
- 1988 - Boston buồn
- 1988 - Tango điên (Vũ nữ thân gầy)
- 1989 - Kinh khổ. Khánh Ly - Trầm Tử Thiêng
- 1989 - Mưa hồng
- 1989 - Đêm hạnh ngộ
- 1989 - Niệm khúc hoa vàng
- 1989 - Xóa tên người tình. Tiếng hát Khánh Ly, Elvis Phương

#### Décennie 1990
- 1990 - Tình nhớ. Khánh Ly - Trịnh Công Sơn
- 1990 - Tình hờ. Tiếng hát Khánh Ly, Elvis Phương
- 1991 - Vũng lầy của chúng ta. Khánh Ly – Lê Uyên Phương
- 1991 - Tưởng rằng đã quên
- 1991 - Lệ đá. Tiếng hát Khánh Ly, Lệ Thu và Kim Anh
- 1991 - Best of Khánh Ly
- 1992 - Ca dao mẹ
- 1992 - Bên đời hiu quạnh. Khánh Ly - Trịnh Công Sơn
- 1992 - Một cõi đi về (Im lặng thở dài). Khánh Ly - Trịnh Công Sơn
- 1993 - Dốc mơ
- 1993 - Tôi ơi đừng tuyệt vọng. Tiếng hát Khánh Ly, Trịnh Công Sơn và Trịnh Vĩnh Trinh
- 1994 - Để lại cho em. Khánh Ly - Phạm Duy
- 1994 - Em còn nhớ hay em đã quên (tái bản từ Bông hồng cho người ngã ngựa)
- 1994 - Ừ thôi em về (tái bản Shotguns record collection từ '70)
- 1995 - Đời vẫn hát
- 1996 - Ca khúc da vàng, Volume 1. Khánh Ly - Trịnh Công Sơn
- 1997 - Mùa thu xa em: Khánh Ly đặc biệt
- 1998 - Ca khúc da vàng, Volume 2. Khánh Ly - Trịnh Công Sơn
- 1999 - Ca khúc da vàng, Volume 3. Khánh Ly - Trịnh Công Sơn
- 1999 - Hiên cúc vàng. Khánh Ly - Nguyễn Đình Toàn
- 1999 - Nguyệt ca. Khánh Ly - Trịnh Công Sơn

#### Décennie 2000
- 2000 - Đời cho ta thế. Khánh Ly - Trịnh Công Sơn
- 2000 - Tình thu trên cao. Ca khúc Nguyễn Xuân Điềm
- 2001 - Một sớm mai về. Khánh Ly - Trầm Tử Thiêng
- 2002 - Nếu có yêu tôi
- 2002 - Mưa trên cây hoàng lan. Khánh Ly - Nguyễn Đình Toàn
- 2003 - Còn tuổi nào cho em. Khánh Ly - Trịnh Công Sơn
- 2005 - Ca khúc da vàng, Volume 4. Khánh Ly - Trịnh Công Sơn
- 2008 - TangoGoTango
- 2009 - Như một vết thương. Khánh Ly - Trịnh Công Sơn
- 2011 - Nụ cười trăm năm. Khánh Ly – Trần Dạ Từ
- 2011 - Chưa phai. Khánh Ly - Thơ Cẩm Vân phổ nhạc
- 2012 - Thánh ca dâng Mẹ

### Videos
- 1982 - Khánh Ly In Japan
- 1988 - Ai Trở Về Xứ Việt
- 1991 - Một Đời Việt Nam (film autobiographique)
- 2005 - Thuở Ấy Mưa Hồng